# Witteochaloenus
Witteochaloenus is een geslacht van kevers uit de familie bladkevers (Chrysomelidae).
De wetenschappelijke naam van het geslacht werd in 1940 gepubliceerd door Laboissiere.

## Soorten
- Witteochaloenus africanus Laboissiere, 1940